# South Rockwood
South Rockwood é uma vila localizada no estado americano de Michigan, no Condado de Monroe.

## Demografia
Segundo o censo americano de 2000, a sua população era de 1284 habitantes.
Em 2006, foi estimada uma população de 1584, um aumento de 300 (23.4%).

## Geografia
De acordo com o United States Census Bureau tem uma área de
6,3 km², dos quais 6,3 km² cobertos por terra e 0,0 km² cobertos por água.

## Localidades na vizinhança
O diagrama seguinte representa as localidades num raio de 12 km ao redor de South Rockwood.